# Batrisus formicarius
Batrisus formicarius är en skalbaggsart som beskrevs av Aubé 1833. Batrisus formicarius ingår i släktet Batrisus, och familjen kortvingar. Arten har ej påträffats i Sverige.